# Capitola (Kalifornien)
Capitola ist eine Stadt im Santa Cruz County im US-Bundesstaat Kalifornien mit 9938 Einwohnern (Stand: 2020) auf einer Fläche von 4,4 km².

## Geschichte
Capitola ist am Ort eines ehemals indianischen Dorfes entstanden. Die ursprünglichen Einwohner, als Soquel-Indianer bezeichnet, wurden 1791 in die neu eingerichtete Mission in Santa Cruz umgesiedelt. In der Ära unter mexikanischer Kontrolle wurde die Gegend Teil des einem Ehepaar zugesprochenen Soquel Rancho.
Kurz nachdem 1850 Kalifornien ein Staat und das Santa Cruz County eingerichtet wurde, erwarb der deutsche Einwanderer Frederick Hihn das Gebiet des heutigen Capitola. Der Strand des Ortes gewann als Soquel Landing Bedeutung für die Schifffahrt und 1857 wurde ein Anlegekai errichtet.
Bereits gegen Ende des 19. Jahrhunderts wurde erkannt, dass der Ort auch touristisch interessant sein könnte. Als Reiseziel und Übernachtungsmöglichkeit wurde 1874 das „Camp Capitola“ eröffnet. Personenzüge, die ab 1876 mit der Eisenbahnlinie von Santa Cruz nach Watsonville fuhren, begünstigten die Entwicklung dieser Einrichtung. Einige Jahre später war „Capitol by the Sea“ ein Badeort mit einem 160-Betten-Hotel und einer direkten Verkehrsanbindung an Santa Cruz. Der Ort wurde 1949 offiziell als Stadt registriert.